# Думбрава (Арджеш)
Думбрава (рум. Dumbrava) — село у повіті Арджеш в Румунії. Входить до складу комуни Богаць.
Село розташоване на відстані 87 км на північний захід від Бухареста, 26 км на схід від Пітешть, 126 км на північний схід від Крайови, 90 км на південь від Брашова.

## Населення
За даними перепису населення 2002 року у селі проживали 24 особи, усі — румуни. Усі жителі села рідною мовою назвали румунську.